# Distaplia viridis
Distaplia viridis är en sjöpungsart som beskrevs av Kott 1957. Distaplia viridis ingår i släktet Distaplia och familjen Holozoidae. Inga underarter finns listade i Catalogue of Life.